# Cutleria (algue)
Genre
Cutleria est un genre d'algues brunes de la famille des Cutleriaceae et de l’ordre des Tilopteridales. 

## Liste des espèces
Selon AlgaeBase (23 octobre 2014):
Cutleria adspersa - Cutleria canariensis - Cutleria chilosa - Cutleria compressa - Cutleria dalmatica - Cutleria fibrosa - Cutleria guineensis - Cutleria hancockii - Cutleria intricata - Cutleria irregularis - Cutleria kraftii - Cutleria laminaria - Cutleria mollis - Cutleria multifida - Cutleria pacifica - Cutleria pardalis - Cutleria penicillata - Cutleria solieri